# Желєзнодорожне міське поселення
Міське́ посе́лення Желєзнодоро́жне (рос. Городское поселение Железнодорожное) — колишнє муніципальне утворення в складі Правдинського району Калінінградської області Російської Федерації. Адміністративний центр поселення — селище міського типу Желєзнодорожний.
Міське поселення Желєзнодорожне утворене з 1 січня 2006 року згідно із законом Калінінградської області № 476 від 21 грудня 2004 року. До його складу увійшли смт Желєзнодорожний і території колишніх Вишневського і Криловського сільських округів.
Муніципальне утворення «Міське поселення Желєзнодорожне» межувало: на півночі — з Мозирським сільським поселенням, на заході — з Правдинським міським поселенням, на сході — з Новостроєвським сільським поселенням Озерського міського округу, на півдні по державному кордону межувало з Республікою Польща.
Законом Калінінградської області від 27 квітня 2015 року № 418, 1 січня 2016 року всі муніципальні утворення «Правдинський район» — «Правдинське міське поселення», «Желєзнодорожне міське поселення», «Домновське сільське поселення» та «Мозирське сільське поселення» перетворені, шляхом їх об'єднання, на Правдинський міський округ.

## Склад
До складу Желєзнодорожного міського поселення входив 31 населений пункт:
- Айвазовське
- Вишневе
- Вільне
- Гоголевське
- Гребне
- Желєзнодорожний
- Заріченське
- Звєрево
- Знаменка
- Каменка
- Кленове
- Костроміно
- Кочкіно
- Кочубеєво
- Крилово
- Кримське
- Липняки
- Михайлівка
- Некрасівка
- Нікітіно
- Ново-Бійське
- Новосілки
- Новостроєво
- Озерки
- Панфілово
- Смольне
- Совхозне
- Холмогор'є
- Чаадаєво
- Чайкіно
- Шевцово

## Населення
| 2010 | 2012   | 2013   | 2014   | 2015   |
| ---- | ------ | ------ | ------ | ------ |
| 5919 | ▲ 5995 | ▼ 5984 | ▼ 5966 | ▲ 5984 |